# Michel Corrette
Michel Corrette (Rouen, França, 10 d'abril de 1707 - París, 21 de gener de 1795) fou un compositor i organista francès del període barroc tardà.

## Biografia
Michel Corrette abandonà Rouen en 1720 per prosseguir una formació que, sens dubte, havia començat el seu pare, Gaspard Corrette. En 1726, es presentà al concurs per la plaça d'organista de l'església de la Madeleine de la Cité, plaça que no aconseguí. Aleshores es va dedicar a guanyar-se la vida com a professor de música i publicà, des de 1727, els seus primers repertoris de sonates (flauta, violí, instruments de metall i també per a musetta o viola de roda que s'havien posat de moda). En 1728 és un dels primers músics francesos a editar concert segons el model de ritornello de Vivaldi.
El 8 de gener de 1733 es casa amb Marie-Catherine Morize de qui tindrà dos fills. Acabava de ser contractat com a director d'orquestra en les fires parisenques de Sant-Laurent (a la tardor) i de Sant-Germain (de primers de febrer fins a Rams) on els teatres que entretenien el públic havien pres el nom d'"òpera còmica". Corrette hi crea els seus famosos concerts còmics: compostos sobre temes populars, servien de divertimentos ballats entre les obres de teatre, sovint d'un sol acte. La sèrie dels 25 concerts còmics la continuà fins al 1773.
Esdevingut organista de Santa-Maria del Temple, en 1737 publicà el seu Primer Llibre d'Orgue, que hi serà seguit l'any 1750 i el 1756 per un Segon i un Tercer Llibres. Estava al servei dels priors del Temple, provinents de la família reial : successivament el cavaller d'Orléans, el príncep de Conti (prior de 1749 fins a la seva mort l'any 1776) i el duc d'Angulema.
La pàgina de títol del seu Primer Llibre de Nadales (1741) el presenta com a organista de la Residència dels Jesuïtes, és a dir, l'església aleshores anomenada de Sant-Lluís-dels-Jesuïtes, on la música era molt apreciada. El músic abandonarà aquesta tribuna l'any 1762, en el moment de l'expulsió de la Companyia. Michel Corrette fou un dels organistes parisencs més coneguts al París de l'època: mantingué la plaça al Temple de París fins que l'església fou desafectada per la Revolució francesa. Corrette va publicar l'últim llibre d'orgue de l'Antic Règim: les Peces per a orgue en un gènere nou (1787).
Corrette, a més d'aquestes funcions oficials d'organista, fou també un compositor fecund i el conjunt de la seva obra permet comprendre la pràctica musical i l'evolució del gust a París en la seva època. Si es pren l'exemple de les seves obres per a clavecí, es veu que el seu Primer Llibre (1734) encara és proper a Couperin (seqüències de danses amb els seus títols), però els vuit llibres següents, titulats Les Diversions del Parnàs (de 1749 a 1772) mostren una progressió que comença per un mètode per a principiants (Llibre I), passant a orientar-se cap a variacions dels temes de concerts còmics (Llibre II), després cap a transcripcions de tonades cèlebres (Llibres III, IV, VI), i finalment transcripcions de marxes militars i romances de moda (Llibre VIII). Els llibres V i VII es van perdre. A tot això cal afegir-hi diverses sonates per a clavecí amb acompanyament de violí (1742) i els Divertimentos per a clavecí o pianoforte (1779).
Corrette també va ser un gran pedagog, com en testifiquen els seus mètodes instrumentals. Sols cal veure'n la llista per comprendre que, a la manera dels enciclopedistes, volia codificar i divulgar el conjunt de les pràctiques musicals del seu temps. Els seus llibres d'acompanyament (El Mestre de clavecí, 1753 i Els Prototips, 1754) tingueren un enorme èxit, si s'ha de jutjar pel gran nombre d'exemplars que se'n troben en les grans biblioteques.
Corrette organitzava a casa seva, a partir de 1748, concerts setmanals on actuava amb els seus deixebles i alguns músics aficionats. Això li permetia vendre partitures i difondre la música italiana, de la qual era un fervent defensor.
Corrette havia obtingut privilegis per editar tant les seves pròpies obres com la de músics de la seva elecció, en particular dels mestres italians. És en el marc d'aquests concerts privats que feia interpretar els seus Concerts per a orgue o clavecí (dels primers concerts per a teclat a França, en 1756) i les seves nombroses sonates i concerts per a tota mena d'instruments, inclosa la viola d'Orfeu, instrument que ell inventà per utilitzar violes de gamba fora d'ús, muntant-les amb cordes metàl·liques! (1773).
La seva música religiosa (motets, misses, salms) ha desaparegut gairebé del tot, llevat del Salm Laudate Dominum, arreglat en la Primavera de Vivaldi (1765), les III Lliçons de Tenebres (1784) i les Quatre misses a dues veus iguals (1788) que foren editades en vida seva.
Ja gran, Corrette continuà a interessar-se pels esdeveniments que capgiraven el seu país i publicà obres revolucionàries que, malauradament, s'han perdut. Morí als 87 anys, el 21 de gener de 1795.

## Obra

### Els Mètodes
- L'Escola d'Orfeu, Mètode de violí en el gust Francès i Italià (1738; 2a ed. 1779).
- Mètode de flauta (1740, retir. 1753, reed. 1773).
- Mètode de violoncel... (1741, 1783).
- Mètode de "per-dessus" de viola a 5 i a 6 cordes amb Lliçons a I. i II. Parts (1748).
- Els Divertiments del Parnàs, Mètode curt i fàcil per aprendre a tocar el clavecí (1749, 1779).
- El Mestre del clavecí per a l'acompanyament (1753, c. 1775, 1790).
- Prototips contenint lliçons d'acompanyament per demandes i per respostes (1754, 1762, 1775).
- El Perfecte mestre cantor (Mètode de solfeig cantat) (1758, 1782).
- Els Dons d'Apol·lo, mètode de guitarra per música i tabulatura (1762).
- Nou mètode de mandoline (i tablatura del cistre) (1772).
- Mètodes de contrabaix de 3, de 4 i de 5 cordes, de viola i de viola d'Orfeu (1773).
- Mètode d'arpa (1774), perdut.
- La gamma dels oboès i dels fagots (1776), perdut.
- Mètode de viola (1785), perdut.
- L'Art de perfeccionar-se en el violí (1782).
- La Bonica Viola, Mètode de viola de gamba (1783, c.1825).
- El Pastor Galant, Mètode de flauta de bec (1784), perdut.

### Els concerts
25 Concerts Còmics
1. El Mirlitòn, Obra útil per als melancòlics, 1732.
2. L'Aspecte, 1732.
3. Margoton, Obrar recreativa.
4. La Quadrilla, 1733.
5. La Dona és un gran embaràs, 1733.
6. El Plaer de les senyores, 1733 (els 6 primers concerts formen un recull, Obra VIII "Obrar divertida i molt récreativa").
7. La Servidora del bon tabac, 1733.
8. Biron, 1734.
9. Els Tricotets, 1735.
10. Estimada Margo, 1735.
11. La Tia Tourelourette i el Plaer d'estar amb vosaltres, 1736.
12. El retall, 1737.
13. La Crosae del Pare Barnaba, 1737.
14. La Choisy, 1741.
15. Concert Turc, 1742.
16. Vet aquí que és això d'anar al bosc, 1743.
17. Els Putxinel·lis, 1748.
18. La Germana Tornera, 1748.
19. La Turca i la Confessió, 1749-50.
20. Ens casarem diumenge, 1751.
21. Els Amors de Thérèse i de Colin, 1755.
22. La Presa de Port-Mahon, 1756, perdut.
23. Ramponau, c. 1760. perdut.
24. La Marxa del Groller ; Com l'Amor, siguem nens ; Es diu que a quinze anys, un agrada, un estima, un es casa, c.1773.
25. Els Salvatges i la Furstemberg, c.1773.

### Altres concerts
- per a flauta, violins, oboès
  - Obra III, 1728.
  - Obra IV, 1728.
- pera violes o musettas
  - El Pastor Afortunat, 1737.
  - Els Esbarjos del PastorAfortunat, 1737.
  - Els Viatges del Pastor Afortunat a les Ìndies Orientals, 1737.
  - L'Ase dorm, 1740.
- per a orgue o clavecí: 
  - VI Concerti a sei Strumenti, Cimbalo o Organo obligati, Opera XXVI, 1756.
- pel violoncel : 
  - El Fènix, concert per a quatre Violoncels, Violes o Fagots, c. 1735.
- sobre temes de Nadal

1. Concert Espiritual, 1731.
2. Pastoral, 1732.
3. III Concert de Nadal, 1735.
4. Nadals Suïssos, 1737.
5. Nadal Alemany "Lobt Gott, ihr Christen, alle gleich", 1741.
6. Concert de nadales, 1754, perdut.

### Orquestra
- Les Edats. Ballet Pantomime, obra X (28 de juliol 1733)
- Concert de Simfonies, obra XV, incomplet, 1735.
- Sis Simfonies en Quartet sobre Nadales, 1762
- Carilló, afegit a la Missa dels Morts de Gilles, 1764.

### Instruments

#### Clavecí
- Primer Llibre de Peces de clavecin, Œuvre 12ème, 1734.
- Llibre de sonates pel clavecin amb accompagnement de violí, Opera XXV, 1742.
- Llibre I. Els Amusemens de l'@Parnasse. Mètode curta i fàcil per aprendre a tocar el Clavecin, amb els més macos aires a la moda, on els dits han avaluat pels Commençans, 1749.
- Llibre II. Els Amusemens de l'@Parnasse, Brunettes i els més macos aires a la moda amb variations, c. 1752.
- Llibre III dels Amusemens de l'@Parnasse, contenint les boniques Ariettes Italianes #que han #estar cantades al Concert Espiritual i a l'Òpera Italiana, apostis en peces de clavecin, 1754.
- Llibre IV de les Diversions de l'@Parnasse, contenint les Boniques Arietes Italianes, Cançons, Menuets, i uns altres macos aires, el tot ajustat pel Clavecin, 1762.
- Llibre V de les Diversions de l'@Parnasse, contenint ariettes de l'òpera-còmica i uns altres macos aires. El tot arreglat pel clavecin, 1769, perdut.
- Llibre VI dels Amusemens de l'@Parnasse, contenint la Camina Guardas Franceses i aquella dels Guardas Suisses, amb Ariettes escollides acomodades pel clavecin, 1769.
- Llibre VII dels Amusemens de l'@Parnasse, contenint Ariettes escollides, Camines, Menuets i Romances amb variations pel clavecin. Diversos d'aquestes peces poden jugar-se sobre la harpe, 1771, perdut.
- Llibre VIII dels Amusemens de l'@Parnasse, contenint Ariettes Italianes Romances amb variations acomodades pel clavecin. Aquests Caminis fan un bonic efecte sobre els Grans Jocs de l'orgue, 1772.
- Diversions pel clavecin o ho forta piano, amb el Combat naval, 1779.

#### Orgue
- Primer Llibre de orgue (4 Magnificat), 1737.
- IIe Llibre de Orgue. Œuvre XXVI (4 Magnificat), 1750.
- Nou Llibre de Noëls amb un Carillon pel Clavecin o el Orgue (1741, rééd. 1753).
- IIIe Llibre de Orgue contenint les misses i les hymnes de l'Església.., 1756.
- XII Offertoires: I. La St. Augustin - II. La St. Benoist - III. La St. Louis - IV. La St. Bernard - V. La St. Dominique - VI. La S. Pierre S. Paul - VII. La St. François - VIII. La sant Jean - IX. La Ste. Cécile (en part) - X. ? (perdut) - XI. ? (en part) - XII. La Fama. (1766).

N. B. Aquests Ofertoris considerats com perduts, han estar trobats recentment; la BnF ha fet valdre el seu dret de préemption per adquirir aquest imprès que hauria pertangut a Mathilde Oberti en 1862. (Veure més baix exemples sonors).
- Noëls amb variations, el O Filii i un Carillon... #que poden executar-se sobre el orgue i el piano-forta, 1782, perduts.
- Peces per a l'orgue en un gènere nou... amb la barreja dels jocs i la manera d'imitar el tonnerre, 1787.

#### Flauta, Violí
- Sonates per a violí i baix continu. Œuvre I, 1727, perdudes.
- Sonates per 2 flautes traversières sense baixa. Œuvre II, 1727 ; rééd. 1740.
- Menuets en el gust francès i italià per les flautes, hautbois i violins amb la baixa continüe, 1733.
- Sonates per la flauta traversière o violí amb la baixa continua composta pel violí de Chelle o basson, Opera XIII, 1734.
- Sonates en trio per la flauta traversière i violí amb la baixa contínua. Opera XIV, c. 1735.
- Menuets nous pel violí amb la baixa pel violoncelle, viola i basson, executats a la Comédie Francesa per la Notícia Orquestra, 1736-37.
- Tres llibres de contredanses, 1742, perduts.
- Sonatilles, solo per la flauta traversière o violí amb la baixa. Œuvre XIX, 1739.
- Tres Llibres de Duos per la flauta. Œuvre 21, 22 & 23, 1740, perduts.
- VI Duetti ha #haver Violini o ha flauti traversi, Opera XXIIIa, 1740.
- Els més bonics vaudevilles, cançons, i contredanses angleses acomodats per dues flautes o violins, 1740, perduts.

#### Violoncel
- Les Delícies de la Solitude, sonates pel violoncelle, viola, basson amb la baixa continüe avaluada. Œuvre XX, 1738-9.
- Noël per dos violoncelles i baixa, 1781, perdut.

#### Musetta, viola de gamba
- Peces per la musette o vièle, flauta a bec, flauta traversière, hautbois, dessus de viola i violí. Œuvre V, 1729.
- Sis fantasies a tres parts per la vièle o musette, flauta i baixa contínua. Œuvre VI, 1729.

#### Corn o Trompeta
- Divertissemens per dos cors de caça o trompetes. Œuvre Setè, c. 1730, Rééd., c. 1737.
- Tons de caça i fanfares pel cor de caça, perdut.
- Diversió per cor, 1764, perdut.

### Obres vocals
- per l'Òpera Còmica
  - Recueil de les Diversions de l'Òpera Còmica... Fira Sant Laurent. Œuvre IXe, 1733.
  - IIe Recueil de l'Òpera Còmica...Fira Sant Germain. Œuvre XIe, 1734.
  - Tercer Llibre d'Aires a cantar. Œuvre XVIIe, 1735-1736, perdut.
  - Quart Llibre d'Aires a cantar. Œuvre XIX, 1737 ; títol reemplaçat pels Délassemens de la ment. Vaudevilles i Ariettes de l'Òpera Còmica. Tome I, 1737.
  - Els Délassemens de la Ment. Tome II, 1738.
  - Els Délassemens de la ment. Tome III, 1742, perdut.
  - Els Délassemens. Tome IV, 1754-1758.
- Ariettes, Cantates, Cantatilles, Vaudevilles (només els œuvres encara existents) :
  - Jeanne, Cantatille amb symphonie, 1738.
  - Vaudeville quant al Alliance de Madame Ire i Philippe II, infant d'Espanya, 1739.
  - El Naixement de la Musette, IIe Cantatille amb Symphonie, 1743.
  - Epouvante les teves vores. Aire de Baixa-Talla. In: Mercuri de França, abril 1744.
  - El Retorn del Roy, Cantatille, c. 1742-1748.
  - No hi havia mai compromès el meu cœur, c. 1755.
  - Epithalame a l'ocasió del matrimoni de Monseigneur el Comte de Camina amb Mademoiselle de Este, 1759 (ms.).
  - Polymnie, Cantatille, amb Simphonie en #el qual hi ha un violoncelle obligat, 1760.
  - Malbrough, Ariette Nova a veu sola, 1783.
- Obres revolucionàries, totes perdudes
  - Ariette patriotique sobre el refrain : « Ah, això anirà, això anirà, això anirà », 1790.
  - Chaconne del Terç-Estat, 1790, perdut.
  - El Triomf de la Guarda Nacional, contenint 2 Ariettes militars #que es pot cantar en Duo, amb violins, cors de caça i baixa, 1790.
- Obres vocals religioses
  - Laudate pueri Dominum, Psaume, 1745, perdut.
  - Levavi oculos, motet a gran Chœur, 1745, perdut.
  - Lauda Jerusalem, motet a Gran Chœur, 1748, perdut.
  - Et Deum, 1752, perdut.
  - Laudate Dominum de cællegeixo. Psaume 148. Motet a gran chœur arreglat en el concert de la Primavera de Vivaldi, 22 de novembre 1765.
  - Missa amb symphonie a gran chœur i Ecce quam bonum, motet, 22 de novembre 1769, perduts.
  - Motets a veu sola amb accompagnement per l'orgue a l'ús de les senyores religioses, 1775, perdut.
  - Lliçons de Ténèbres a veu sola amb accompagnement de l'orgue, pel primer de cada dia, el Dimecres, el Dijous i el Divendres Sant, 1784.
  - Quatre Misses a 2 veus iguals amb la accompagnement de l'orgue a l'ús de les Senyores religioses baralles de Solo, Duo i Chœur #que poden cantar-se per les Elevada-contres i les Talles, 1788.[2]
    - IV. Missa pel temps de Noël, per dos dessus i accompagnement d'orgue.

## Per a descobrir Corrette
- Els concerts per a orgue &iorquestra per la Junts baroque de Niça, sota la direcció de Gilbert Bezzina.

N.B. : aquest enregistrament conjugue els avantatges d'una qualitat artística reconeguda, d'una bona qualitat tècnica i d'una durada generosa. Tanmateix, la presenta suggestion no reflecteix que el parer d'un wikipédiste i no sabria estar considerada com una referència indiscutable, tant pel que fa a la tria de la œuvre #que aquell del seu interpretació.
- Michel Corrette : Concerts i concertos còmicos pel conjunt Stradivaria, dir. Daniel Cuiller. Acord 476 2537.
- El Primer Llibre de Clavecin & diversions per Jean-Patrice Brosse.
- Els Concertos per a orgue i orquestra per Jean-patrice Brosse i el Concerto Rococo.
- Els Amusemens de l'@Parnasse, Llibres II i III, per Jean-Patrice Brosse
- El Clavecin de les Llums, per Jean-Patrice Brosse. París 2004.
- Les Delícies de la Solitude (sonates, œuvres XXe, publicada l'any 1740) per les Veus Humanes i al., Atma (Montréal), aparegut l'any 2006.
- Michel Corrette : Missa a dues veus iguals amb la accompagnement de l'orgue, a l'ús de les senyores religioses per Catherine Greuillet, Emmanuelle Martin, Julie Robard (1er i 2e dessus), Damien Colcomb (orgue), El Concert de les Senyores (Conjunt vocal femení), Frédéric Bourdin (dir.). França : Hortus, 2007. 1CD, Hortus 047.